# Hertshooiroest
De hertshooiroest (Melampsora hypericorum) is een autoecische roestschimmel die behoort tot de familie Melampsoraceae. Deze biotrofe parasiet komt voor op planten uit het geslacht Hypericum (hertshooi).

## Kenmerken
Spermogonia
Spermogonia zijn onbekend.
Aecia
Aecia zijn plat-kussenvormig en bevinden zich meestal aan de onderzijde maar soms ook aan de bovenzijde van het blad. De kleur is geel, met een rudimentair peridium. Aan de achterkant van de bladeren ontstaan rode en gele vlekken. De aeciosporen zijn bleekoranje, wrattig en meten 18-28 × 10-18 µm. De sporenwand heeft een dikte van circa 2 µm. De kiemporen zijn niet opvallend.
Uredinia
Uredinia zijn afwezig.
Telia
Telia worden zelden gevormd. Indien aanwezig dan bevinden ze zich aan de onderzijde van het blad en zijn bruin en subepidermaal. De diameter is tot 0,1 mm. De kleur is roodbruin en later donkerbruin. De teliosporen zijn 1-cellig, ze hebben een sporenwand van circa 1 µm en zijn aan de bovenzijde verdikt tot 3 µm. De sporenmaat is 28-40 × 10-17 µm.

## Verspreiding
De hertshooiroest komt voor in Europa, Noord-Amerika, Japan en Nieuw-Zeeland. In Nederland komt hij zeldzaam voor.

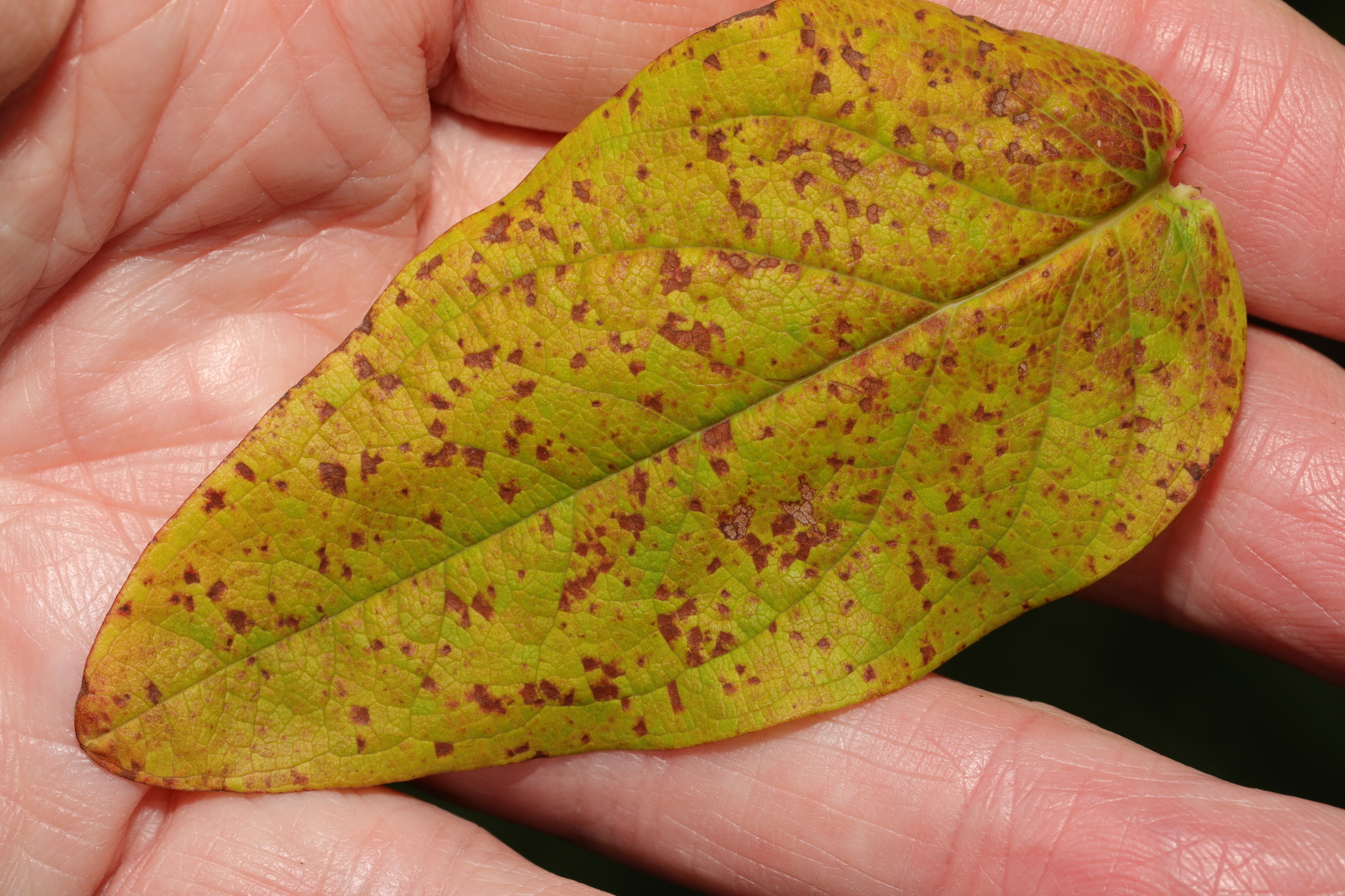
Voorkant blad
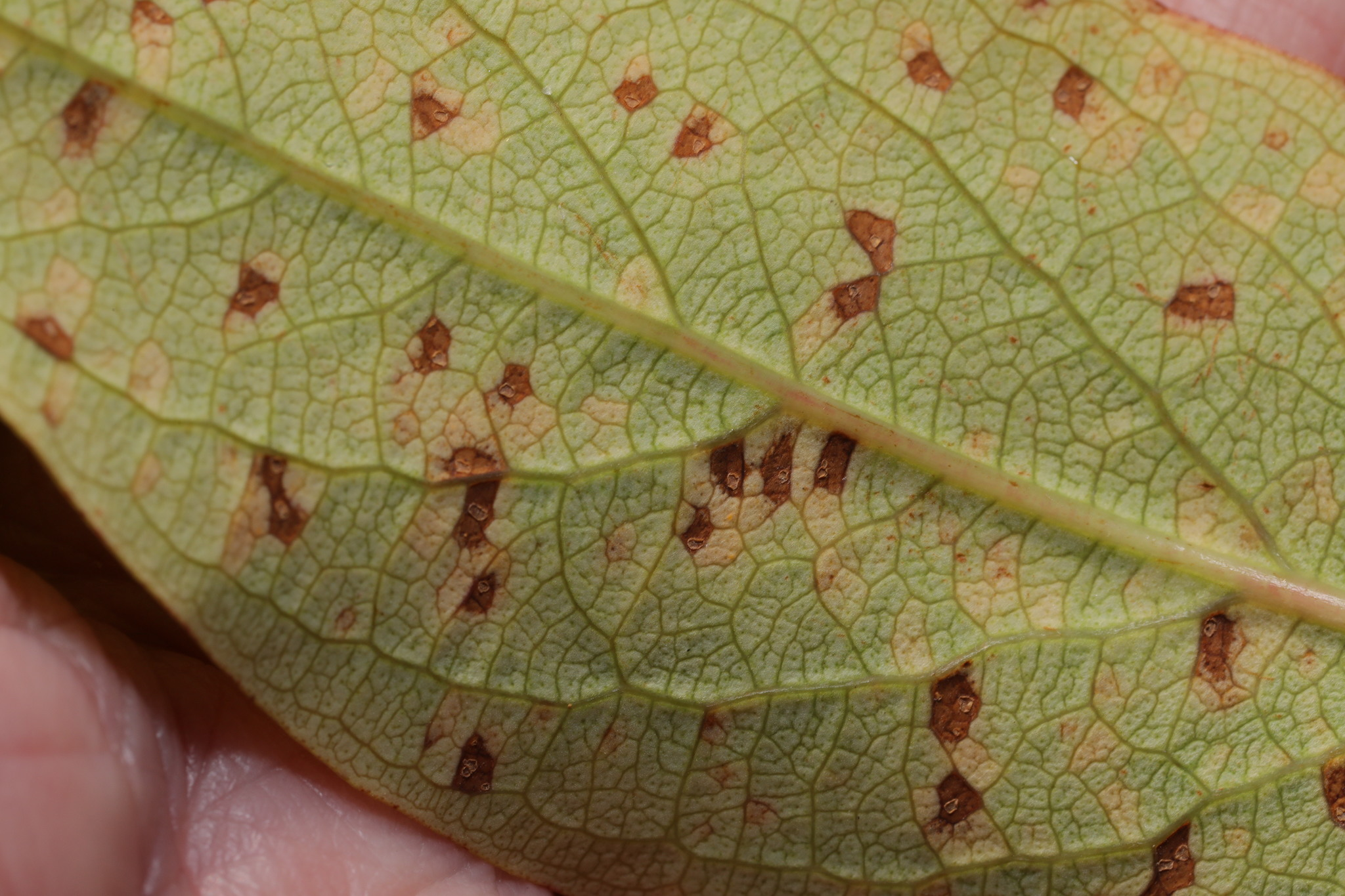
Achterkant blad
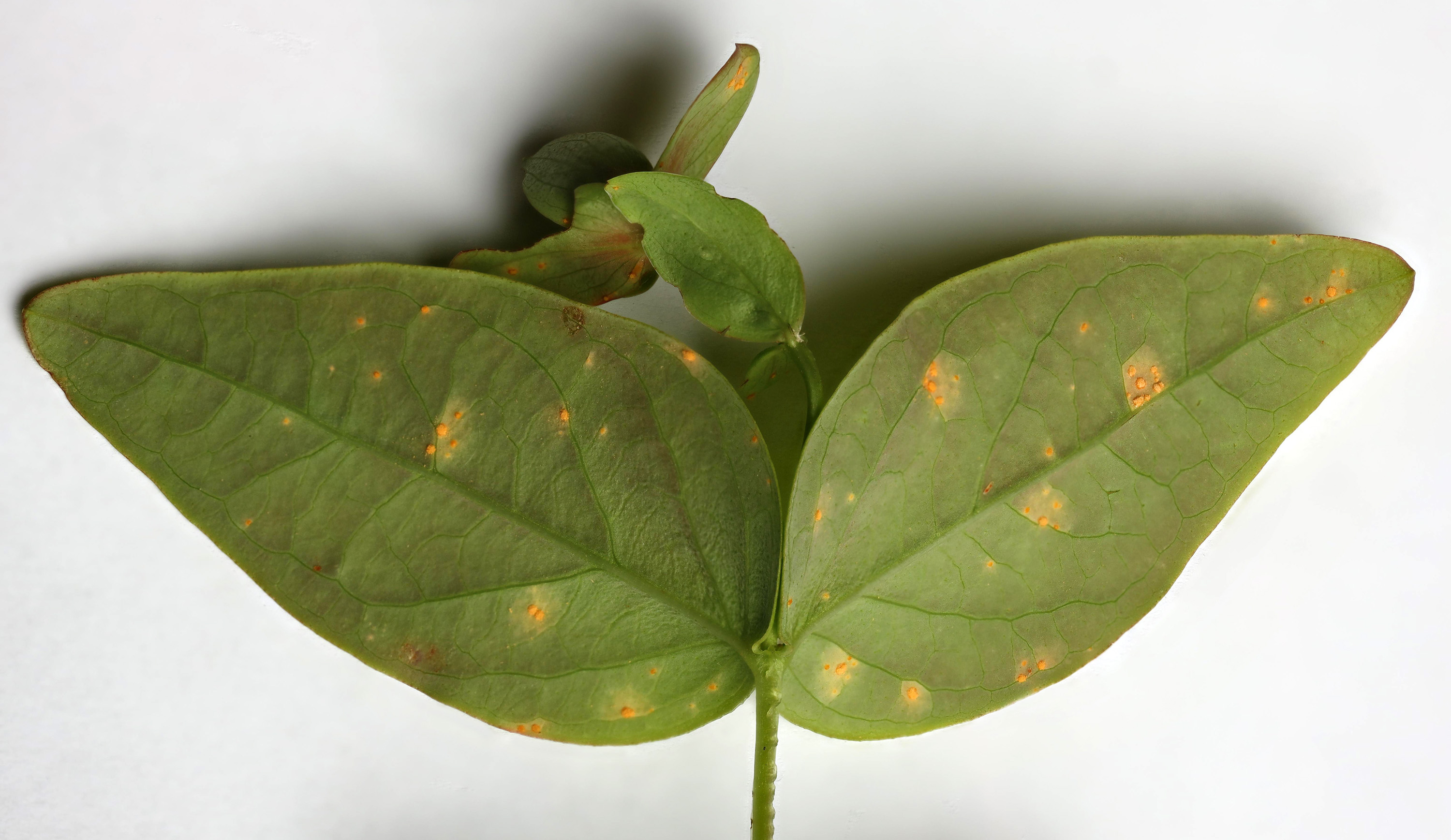
Aecia
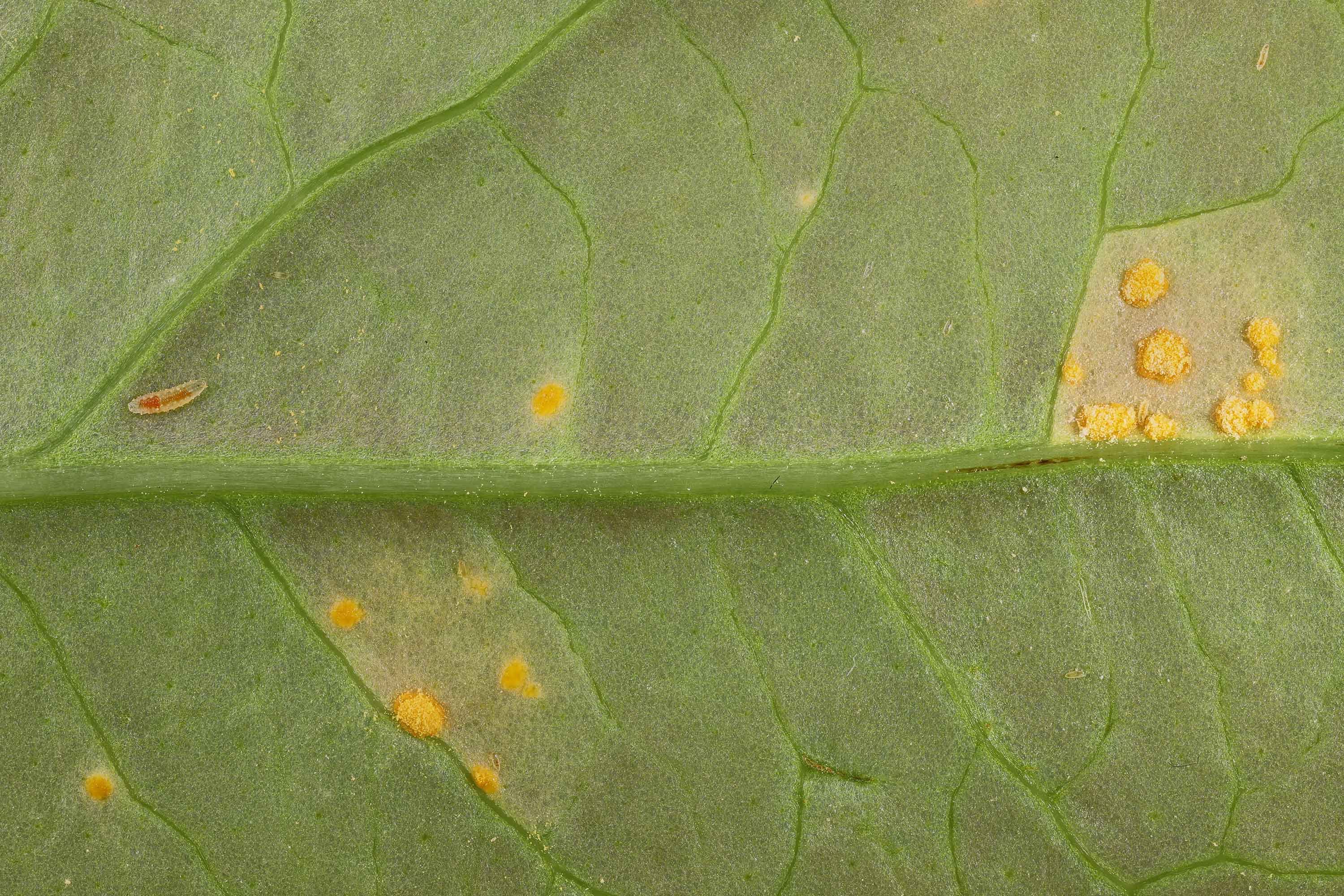
Aecia

## Waardplanten
De hertshooiroest komt voor op de volgende waardplanten:
- Hypericum androsaemum (Mansbloed)
- Hypericum calycinum
- Hypericum canariense
- Hypericum caprifolium
- Hypericum cernuum
- Hypericum coadnatum
- Hypericum coris
- Hypericum elatum
- Hypericum elegans
- Hypericum empetrifolium
- Hypericum erectum
- Hypericum foliosum
- Hypericum glandulosum
- Hypericum grandifolium
- Hypericum hircinum
- Hypericum metroi
- Hypericum hirsutum (Ruig hertshooi)
- Hypericum humifusum (Liggend hertshooi)
- Hypericum lydium
- Hypericum maculatum (Gevlekt hertshooi en kantig hertshooi)
- Hypericum montanum (Berghertshooi)
- Hypericum nummularium
- Hypericum patulum
- Hypericum perfoliatum
- Hypericum perforatum (Sint-janskruid)
- Hypericum pseudopetiolatum
- Hypericum pulchrum (Hertshooiroest)
- Hypericum reflexum
- Hypericum richeri
- Hypericum tetrapterum (Gevleugeld hertshooi)
- Hypericum triquetrifolium